# Butzow
Para el municipio del distrito de Rostock, véase: Bützow.
Butzow es un municipio situado en el distrito de Pomerania Occidental-Greifswald, en el estado federado de Mecklemburgo-Pomerania Occidental (Alemania), a una altitud de 4 metros. Su población a finales de 2016 era de 450 habs. y su densidad poblacional, 35 hab/km².